# 托拉和皮奇利
托拉和皮奇利（義大利語：Tora e Piccilli），是意大利卡塞塔省的一个市镇。总面积12平方公里，人口988人，人口密度82.3人/平方公里（2009年）。ISTAT代码为061093。